# Lourdes Villarreal
Lourdes Coromoto Villareal García (c. 1965) es una profesora y sindicalista venezolana. Ha sido dirigente del Sindicato Venezolano de Maestros, filial de la Federación Venezolana de Maestros, y ha participado en manifestaciones exigiendo mejores salarios para docentes, al igual que pidiendo la liberación de presos políticos.
El 22 de mayo de 2025, y tres días antes de las elecciones regionales y parlamentarias en Venezuela, Lourdes fue sometida y llevada por la fuerza por hombres desconocidos. Se desconoce su paradero desde hace 65 días y su aprehensión ha sido descrita como una desaparición forzada.

## Activismo y desaparición
Lourdes ha sido profesora colegial en Caracas y dirigente del Sindicato Venezolano de Maestros, filial de la Federación Venezolana de Maestros. Como tal, ha participado en manifestaciones exigiendo mejores salarios para docentes, incluyendo una el Día del maestro en 2021, al igual que pidiendo la liberación de presos políticos. Para obtener ingresos económicos adicionales, ha realizado tortas y ofrecido servicio de peluquería en su casa. En marzo de 2025 le pidió personalmente al ministro de educación Héctor Rodríguez la discusión y firma del contrato colectivo. También ha sido vocera de la asociación civil Formación para la Dirigencia Sindical (Fordisi), y del equipo de formación del partido opositor Vente Venezuela.
El 22 de mayo de 2025, después de las 7:30 a.m. y tres días antes de las elecciones regionales y parlamentarias en Venezuela, fue llevada a la fuerza por dos hombres desconocidos mientras salía de su casa con su hija en La Pastora, Caracas, cuando se dirigía a trotar en cerca del Panteón Nacional. Los desconocidos bajaron de una camioneta Toyota Hilux, doble cabina, la sometieron al intentar cruzar en una esquina cercana, y la introdujeron al vehículo. Su hija forcejeó con los hombres, pero no pudo evitar que se llevaran a Lourdes. La aprehensión tuvo lugar poco después de que apoyar el llamado de María Corina Machado a no participar en las elecciones regionales y legislativas de ese año, y días antes de la fecha pautada para los comicios el 25 de mayo.
El Comité por la Libertad de los Presos Políticos (CLIPPVE) y la ONG Realidad Helicoide denunciaron sobre su desapareción. Su familia y amigos expresaron preocupación, han pedido ayuda a las autoridades, y no descartan que la aprehensión se produjese por motivos políticos.